# Виркус, Тармо
Тармо Виркус (эст. Tarmo Virkus; род. 28 января 1971[…], Пярну) — эстонский гребец, выступавший за сборную Эстонии по академической гребле в начале 1990-х годов. Многократный победитель и призёр первенств национального значения, участник летних Олимпийских игр в Барселоне.

## Биография
Тармо Виркус родился 28 января 1971 года в городе Пярну Эстонской ССР. Начал заниматься академической греблей в возрасте 12 лет, проходил подготовку в местном спортивном клубе «Дюнамо». В разное время был подопечным таких специалистов как Рита Морриссон, Мати Виллсаар и Матти Киллинг.
Наиболее значимый старт в его спортивной карьере состоялся в сезоне 1992 года, когда он вошёл в состав эстонской национальной сборной и благодаря череде удачных выступлений удостоился права защищать честь страны на летних Олимпийских играх в Барселоне. В составе распашного безрульного экипажа-четвёрки, куда также вошли гребцы Вячеслав Дивонин, Тоомас Вилпарт и Марек Авамере, Виркус занял последнее пятое место на предварительном квалификационном этапе и затем финишировал пятым в дополнительном отборочном заезде, в результате чего отобрался в утешительный финал С, где пришёл к финишу вторым. Таким образом, расположился в итоговом протоколе соревнований на 14-й строке.
После барселонской Олимпиады Тармо Виркус ещё в течение некоторого времени оставался действующим спортсменом и продолжал принимать участие в крупнейших международных регатах. Так, в 1993 году он отметился выступлением на чемпионате мира в Рачице, где в программе безрульных двоек занял итоговое 17-е место.
В период 1992—1994 годов в общей сложности 10 раз становился чемпионом Эстонии в различных гребных дисциплинах.